# Ernst Dürig
Ernst Dürig, vollständiger Name Ernst Rudolf Hermann Dürig (* 4. April 1888 in Klingenberg am Main; † 8. Januar 1951 in Karlsruhe) war ein deutscher Jurist.

## Leben
Dürig schloss seine Schullaufbahn am Gymnasium in Ansbach 1907 mit der Reifeprüfung ab. Danach studierte er Rechtswissenschaft an der Julius-Maximilians-Universität Würzburg, der Eberhard Karls Universität Tübingen und der Christian-Albrechts-Universität zu Kiel. 1908 wurde er Mitglied des Corps Moenania Würzburg und des Corps Rhenania Tübingen. Im Juli 1911 bestand er die erste juristische Staatsprüfung. Ab Oktober 1911 diente er als Einjährig-Freiwilliger. Danach folgte sein Rechtsreferendariat, das von seiner durchgehenden Teilnahme am Ersten Weltkrieg unterbrochen wurde. Nach Kriegsende wurde er im Rang eines Oberleutnants aus der Armee entlassen und legte im Oktober 1919 das zweite juristische Staatsexamen ab. Dürig wurde in Würzburg mit der Dissertation Die Erpressung im April 1920 zum Dr. jur. promoviert. Im Dezember 1919 war er als Gerichtsassessor in den bayerischen Staatsdienst eingetreten. Nach kurzer Tätigkeit in der Finanzverwaltung war er ab Mitte Juni 1921 zweiter Staatsanwalt in Nürnberg. Von 1922 bis 1933 beim Bayerischen Staatsministerium der Justiz beschäftigt, war er ab Januar 1923 Amtsrichter, ab Januar 1925 erster Staatsanwalt, ab September 1929 Landesgerichtsrat  und wurde schließlich Anfang Juni 1930 zum Oberregierungsrat befördert.  
Nach der Machtergreifung der Nationalsozialisten wurde er Oberstaatsanwalt am Obersten Landesgericht. Ab Februar 1934 war er Amtsgerichtspräsident München  I und dort ab Anfang November 1937 Landgerichtspräsident. Dürig beantragte am 24. Mai 1937 die Aufnahme in die NSDAP und wurde rückwirkend zum 1. Mai desselben Jahres aufgenommen (Mitgliedsnummer 5.153.803). Er wurde Anfang November 1939 gegen das Veto des Stellvertreters des Führers zum Oberlandesgerichtspräsident Bamberg ernannt. Hintergrund dieser Auseinandersetzung um die Stellenbesetzung war Dürigs als nicht ausreichend bewertete nationalsozialistische Gesinnung. Dürig nahm am 23. und 24. April 1941 an einer Tagung in Berlin teil, bei denen die OLG-Präsidenten über die nationalsozialistischen Krankenmorde der „Aktion T4“ informiert wurden. Er erhielt in diesem Rahmen auch Kenntnis über die „Scheinlegalisierung des Krankenmords“ durch Franz Schlegelberger. Zum 20. September 1944 wurde Dürig zum Oberlandesgericht Leitmeritz abgeordnet, wo er den Oberlandesgerichtspräsidenten Herbert David vertrat. Ende April 1945 kehrte Dürig nach einer Dienstreise nach Bamberg zurück. Dürig wurde danach noch am 5. Mai 1945 durch das Gaugericht in Reichenberg die Parteimitgliedschaft entzogen. 
Nach Kriegsende wurde er im August 1945 in Bamberg von seiner Funktion als Oberlandesgerichtspräsident entbunden, festgenommen und bis Juni 1946 in Hammelburg interniert. Nach einem Spruchkammerverfahren in Bamberg wurde er Ende September 1947 als  Minderbelasteter eingestuft und nach einem Berufungsverfahren in Ansbach im Februar 1948 als Entlasteter entnazifiziert. Anschließend wurde er krankheitsbedingt in den Ruhestand verabschiedet, jedoch auf Anregung von Thomas Dehler 1950 als Senatspräsident am Bundesgerichtshof reaktiviert. Dort führte er vom 31. Oktober 1950 bis zu seinem Tode den Vorsitz im IV. Zivilsenat.